# محسن عاشوری
محسن عاشوری (زاده ۱۲ دی ۱۳۴۳ - نوشهر) بازیکن سابق و مربی کنونی فوتبال است. وی سابقه بازی در باشگاه فوتبال پرسپولیس و تیم ملی فوتبال ایران را دارد. او از سال ۱۳۶۶ تا ۱۳۷۶ عضو تیم پرسپولیس بود و در ۱۷۰ بازی که برای این تیم انجام داد ۲۰ گل به ثمر رساند.
وی ۱۲ بازی ملی نیز در کارنامه دارد. عاشوری در تاریخ ۱۸ آذر ۱۳۹۰ پس از کناره‌گیری حمید استیلی، به‌طور موقت به عنوان سرمربی پرسپولیس انتخاب شد.
محسن عاشوری یک رکورد ویژه در فوتبال ایران دارد، او در تنها ۱۷۰ بازی برای پرسپولیس در همه عرصه‌ها آمار شایسته ۲۰ گل زده و ۱۴۷ پاس گل داشته‌است که آماری استثنایی به حساب می‌آید، او در پرسپولیس به فرشاد پیوس، کریم باوی، محمد حسن انصاری فرد، مجتبی محرمی، مرتضی کرمانی، ناصر محمدخانی، رضا عابدیان، جمشید شاه محمدی و علی دایی پاس گل داده‌است.
او تقریباً در هر بازی در پرسپولیس یک پاس گل داد، وی آمار جالب ۷ پاس گل در بازی پرسپولیس برابر پنجابی پاکستان (تاریخ ۳۰ آذر ۱۳۶۹، جام درجام باشگاه‌های آسیا) را دارد.

## افتخارات
پرسپولیس
- لیگ فوتبال ایران (۲): ۹۵–۹۶, ۱۹۹۶–۹۷
- جام برندگان جام آسیا (۱): ۱۹۹۰–۱۹۹۱
- جام حذفی (۲): ۱۹۸۷–۸۸، ۱۹۹۱–۹۲
- لیگ استان تهران (۳): ۸۷–۸۸، ۹۰–۱۹۸۹، ۹۱–۹۰

ملی
مدال طلای بازی‌های آسیایی (۱): ۱۹۹۰